# Mount Massive
Mount Massive – szczyt w Gór Skalistych, w paśmie Sawatch. Leży na 16 km na południowy zachód od Leadville oraz 28 km na wschód od Aspen, w stanie Kolorado. Jest to drugi pod względem wysokości szczyt Gór Skalistych.
Pierwszego wejścia na szczyt dokonał Henry Gannett w 1873 r.